# Минбулак
Минбула́к (каз. Мыңбұлақ) — село у складі району Байдібека Туркестанської області Казахстану. Адміністративний центр Минбулацького сільського округу.
Населення — 1631 особа (2021; 1784 у 2009, 1523 у 1999, 1853 у 1989).